# Massimo Faraò
Massimo Faraò (Genova, 16 maggio 1965) è un pianista jazz italiano.

## Biografia
Massimo Faraò ha studiato con Flavio Crivelli e ha collaborato con musicisti dell'area genovese, in particolare con il bassista Pietro Leveratto; Nel 1993 visita per la prima volta gli Stati Uniti, dove, tra le altre cose, suona con Red Holloway e Albert Heath in un tour sulla costa occidentale. Nello stesso anno fonda “We love jazz” Workshop, un evento internazionale dedicato della musica jazz.
È del 1993 il suo album di debutto For Me per Splash; i suoi compagni di squadra includevano: il trombettista Flavio Boltro e il bassista Aldo Zunino,il pianista Dado Moroni al basso e Gianni Cazzola alla batteria.
Nel 1994 Massimo Faraò firma con la Monad Records di New York per la quale incide l'album Ciao Baby (1995); nello stesso anno diventa pianista e direttore musicale della band di Shawnn Monteiro, con Keter Betts e Bobby Durham.
Sempre negli anni novanta lavora, tra altro, con Tony Scott, Jesse Davis; suona in diversi tour europei con il Nat Adderley Quintet con Antonio Hart, Walter Booker e Jimmy Cobb.
Nel 2001 entra nel quartetto Just in Time di Archie Shepp   con Wayne Dockery e Bobby Durham; Dal 2001 al 2005 Faraò è stato direttore artistico della divisione jazz dell'etichetta Azzurra Music.
Nel 2003 viene invitato al Jazz Piano Festival di Lucerna; nel novembre 2004 suona in Giappone. Nel 2006 ha registrato un album di composizioni di Ennio Morricone; Nel 2007 è stato in tournée in Europa e negli Stati Uniti in trio con Joey DeFrancesco.
Dal 2014, annualmente, si esibisce e registra album negli Stati Uniti con molti artisti jazz della East Coast tra cui: Ron Carter, Jimmy Cobb, Philip Harper, Louis Hayes. In virtù dello stile interpretativo maturato con le sue collaborazioni con musicisti d'oltreoceano Massimo Faraò viene definito il “più nero tra i pianisti italiani”
È del 2017 la nascita dell'Afro Cuban 4et che vede insieme a Massimo Faraò, Nicola Barbon, Roberto Bobo Facchinetti e il percussionista Ernesttico con il quale registra gli album Blue Bossa (2017) e Ladies in Mercedes (2020) per la giapponese Venus Record.

## Discografia
- Ciao Baby 1995 (Monad Records)
- Classics, 2005 (Azzurra Music)
- The night, 2005 (Azzurra Music)
- For Lovers Only, 2005 (Azzurra Music)
- Take a Jazz Lounge, 2005 (Blue Music)
- Piano world hit, 2010 (Music & Melody)
- A drums comes true, 2011 (Racing Jazz)
- Swoosh, 2011 (Geco Records)
- Beetween Us ft. Denise King, 2014 (Azzurra Music)
- What's New 2017 (Venus Records)
- My ideal ft. Rita Payes, 2019 (Venus Records)
- White Christmas, 2020 (Venus Records)
- Life's a lesson, 2021 (Racing Jazz)
- Nuovo Cinema Paradiso - Tribute To Ennio Morricone, 2022 (Venus Records)
- Magic Swing - Tribute To The Music Of Count Basie, 2022 (Venus Records)

Con Bobby Durham
- For lovers only, 2001 (Azzurra Music)
- Hits Pop, 2003 (Azzurra Music)
- Romantic Melody, 2003 (Azzurra Music)
- Cinematic lounge, 2003 (Prime Music)
- Metrolounge, 2003 (Prime Music)
- Midnightlounge, 2003 (Prime Music)
- The Trio, 2004 (Azzurra Music)
- Popular piano melodies, 2004 (Direct Source Special Prod.)
- An Enchanted Evening: Piano, 2006 (Direct Source Special Prod.)

Con Jimmy Cobb
- Softly, As In A Morning Sunrise, 2018 (Venus Records)

Con Irio De Paula
- Jazz in the house 2002 (Jazz in the house)

Con Joey DeFrancesco
- Uncle Bobby 2008 (Racing Jazz)

Con Albert Heath
- Krakkle 2011 (Geco records)

Con George Cables
- Piano vs piano 2011 (Azzurra Music)